# Dick Schmüllbrug
Dick Schmüllbrug (brug 415) is een vaste brug in Amsterdam-Zuid.
De verkeersbrug, waarover ook bus 15 van het GVB rijdt, is gelegen in de Parnassusweg en overspant het Zuider Amstelkanaal. In het noorden loopt de Stadionkade langs de brug en in het zuiden de Locatellikade en Henri Viottakade.
De brug werd in de Amsterdamse Schoolstijl ontworpen door de architect Piet Kramer in samenwerking met de Dienst der Publieke Werken. De plannen voor de brug dateren uit 1931, toen er een budget werd vrijgemaakt van 1.150.000 gulden voor acht bruggen.
De bouw, ter vervanging van een 18 ton zware ijzeren noodbrug, begon echter pas in juli 1940, na een aanbesteding voor circa 115 m³ graniet in 1939 en voor de gehele brug in april 1940. De brug was in juli 1941 toegankelijk voor voetgangers en fietser en werd begin 1942 na de plaatsing van de laatste afsluitstenen geopend. Bij de opening van de brug was het gebied ten zuiden hiervan nog een niemandsland waar evenementen konden worden gehouden. Pas in de jaren vijftig verscheen hier de eerste bebouwing en werd ook de Parnassusweg verder doorgetrokken naar het zuiden.
De vaste brug heeft een zitbank en werd met twee beeldhouwwerken van Hildo Krop gedecoreerd, getiteld Ode aan Berlage en Muze. Oorspronkelijk was de brug voorzien van een urinoir, maar dit werd afgesloten. Aan weerszijden van de brug aan de zijde van de Stadionkade staan twee uitspanningshuisjes in dezelfde bouwstijl waarin een snackbar en een broodjeszaak gevestigd zijn. Bij opening van de brug was in een van de huisjes een rijwielzaak gevestigd. Ten zuiden van de brug bevinden zich twee andere beelden van Hildo Krop.
Tot 2016 stond de brug officieus te boek als de 'Parnassusbrug', net als de straat vernoemd naar het Griekse gebergte Parnassus, verblijfplaats van Apollo en de muzen. In juli 2016 wilde de gemeente af van officieuze benamingen en liet de bevolking kiezen tussen de officieuze naam officieel maken, een verzoek tot nieuwe vernoeming insturen dan wel de brug anoniem door het leven te laten gaan. Er werd toen voor de laatste optie gekozen. In juli  2022 werd de brug per raadsbesluit vernoemd naar de Amsterdamse volley- en basketbalpromotor Dick Schmüll. In oktober vond de fysieke vernoeming plaats tijdens het Wereldkampioenschap volleybal vrouwen 2022 tijdens de wedstrijd Nederland-Italië.

## Galerij

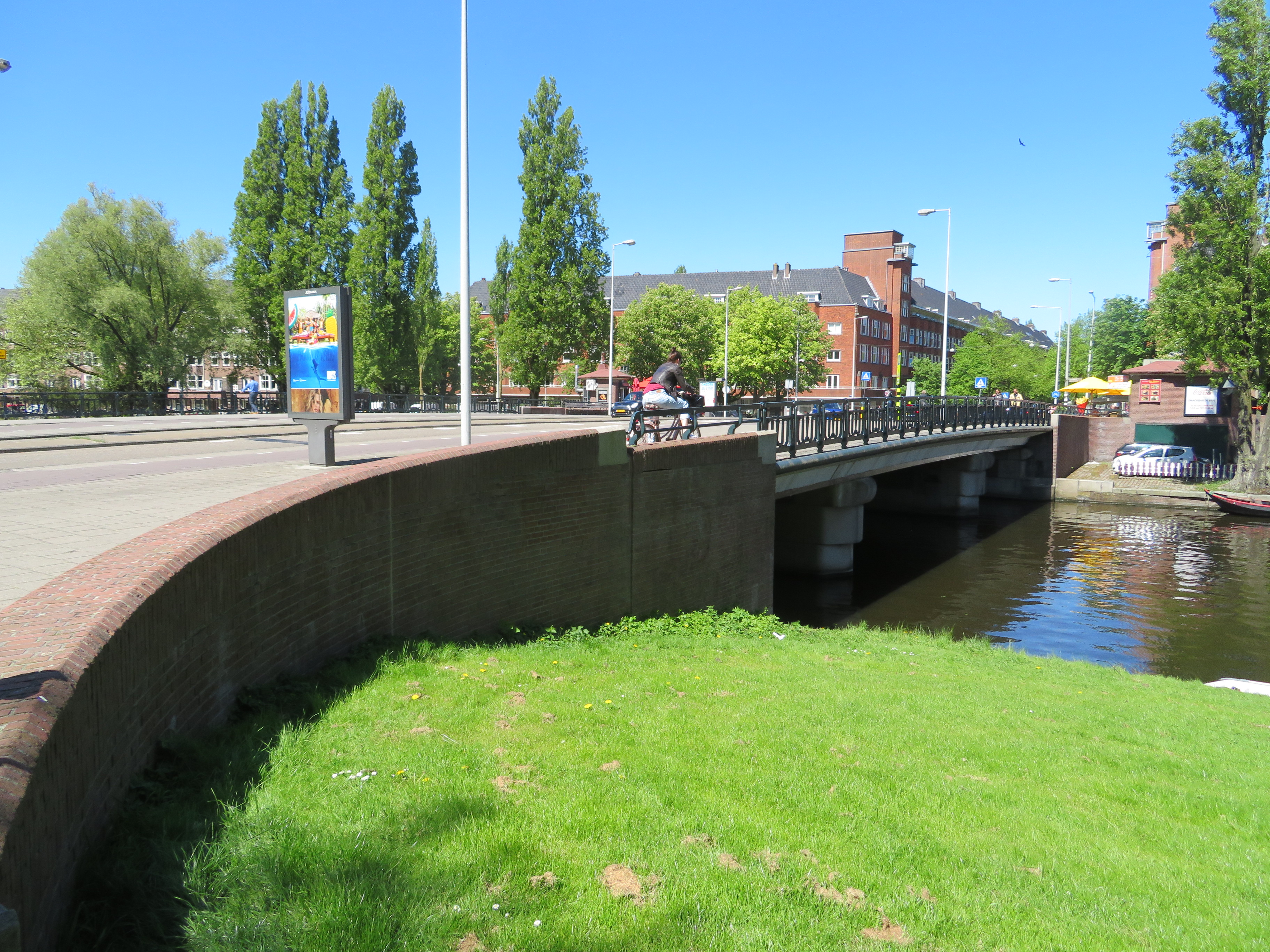
Brug 415
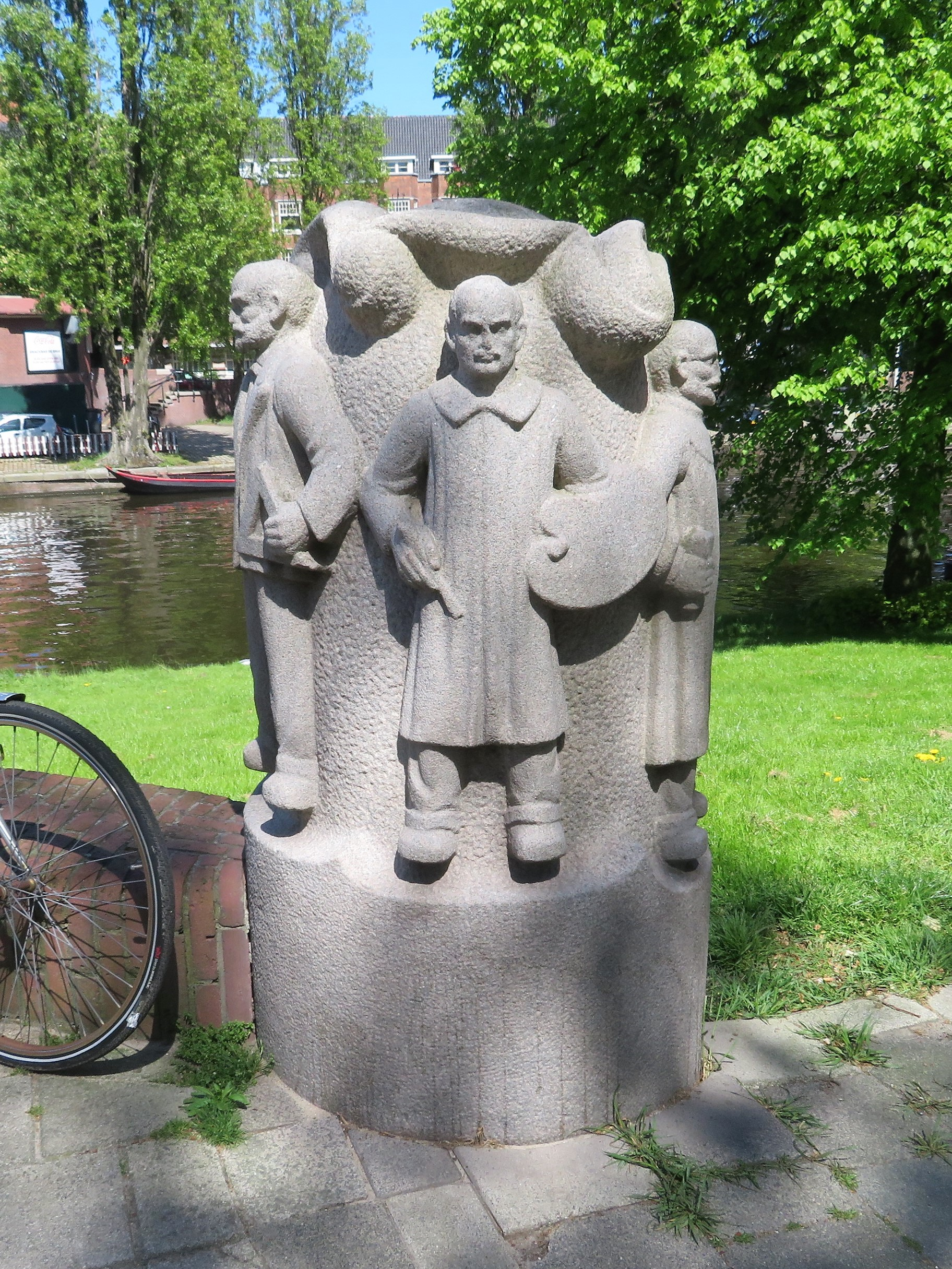
Ode aan Berlage

<<< · 400 · 401 · 402 · 403 · 404 · 405 · 406 · 407 · 408 · 409 · 410 · 411 · 413 · 414 · 415 · 416 · 417 · 418 · 419 · 420 · 421 · 422 · 423 · 424 · 425 · 427 · 429 · 430 · 431 · 432 · 433 · 434 · 435 · 436 · 437 · 438 · 439 · 440 · 441 · 442 · 443 · 444 · 445 · 446 · 447 · 448 · 449 · 450 · 451 · 452 · 453 · 454 · 455 · 456 · 457 · 458 · 459 · 460 · 461 · 462 · 463 · 464 · 465 · 466 · 469 · 470 · 471 · 472 · 473 · 474 · 475 · 476 · 478 · 479 · 480 · 482 · 483 · 485 · 486 · 487 · 488 · 489 · 490 · 491 · 492 · 493 · 494 · 495 · 496 · 497 · 499 · >>>
Brugnummers 412, 426, 428, 467, 468, 477, 481, 484 en 498 zijn niet (meer) vergeven.